# Massemen-Westrem
Massemen-Westrem is een voormalige gemeente in de Belgische provincie Oost-Vlaanderen. De gemeente bestond uit de dorpen Massemen en Westrem, waarvan de dorpskernen zo'n anderhalve kilometer uiteen liggen. Massemen ligt in het noorden, Westrem in het zuiden. De Molenbeek vormde de oostgrens van de gemeente.

## Geschiedenis
Bij de invoering van de gemeenten op het eind van het ancien régime werden beide dorpen samengebracht in de gemeente Massemen-Westrem. In 1899 werden beide dorpen afgesplitst als zelfstandige gemeenten. In 1977 verloren de gemeenten Westrem en Massemen hun zelfstandigheid weer en werden een deelgemeente van fusiegemeente Wetteren.

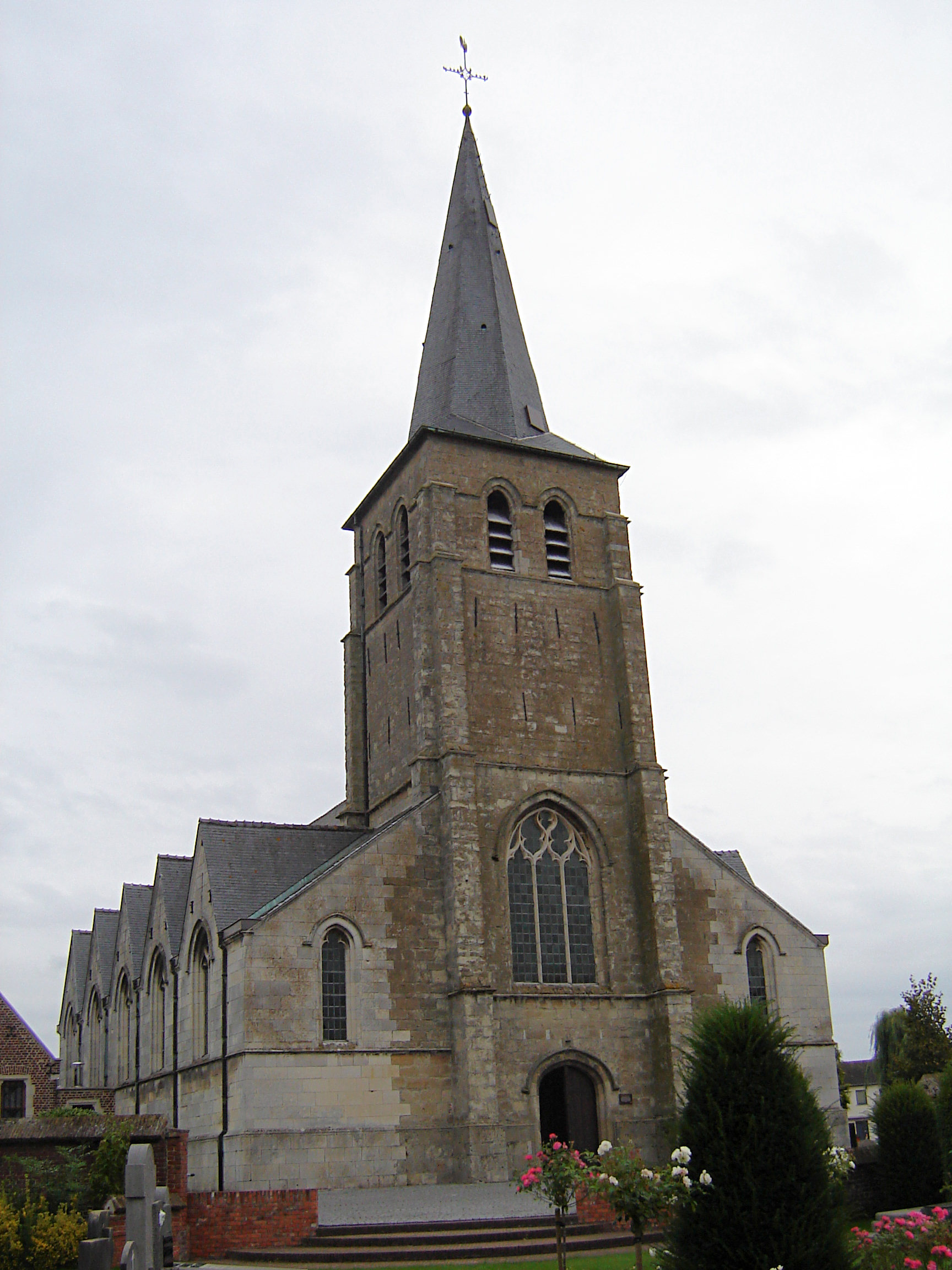
Sint-Martinuskerk in Massemen
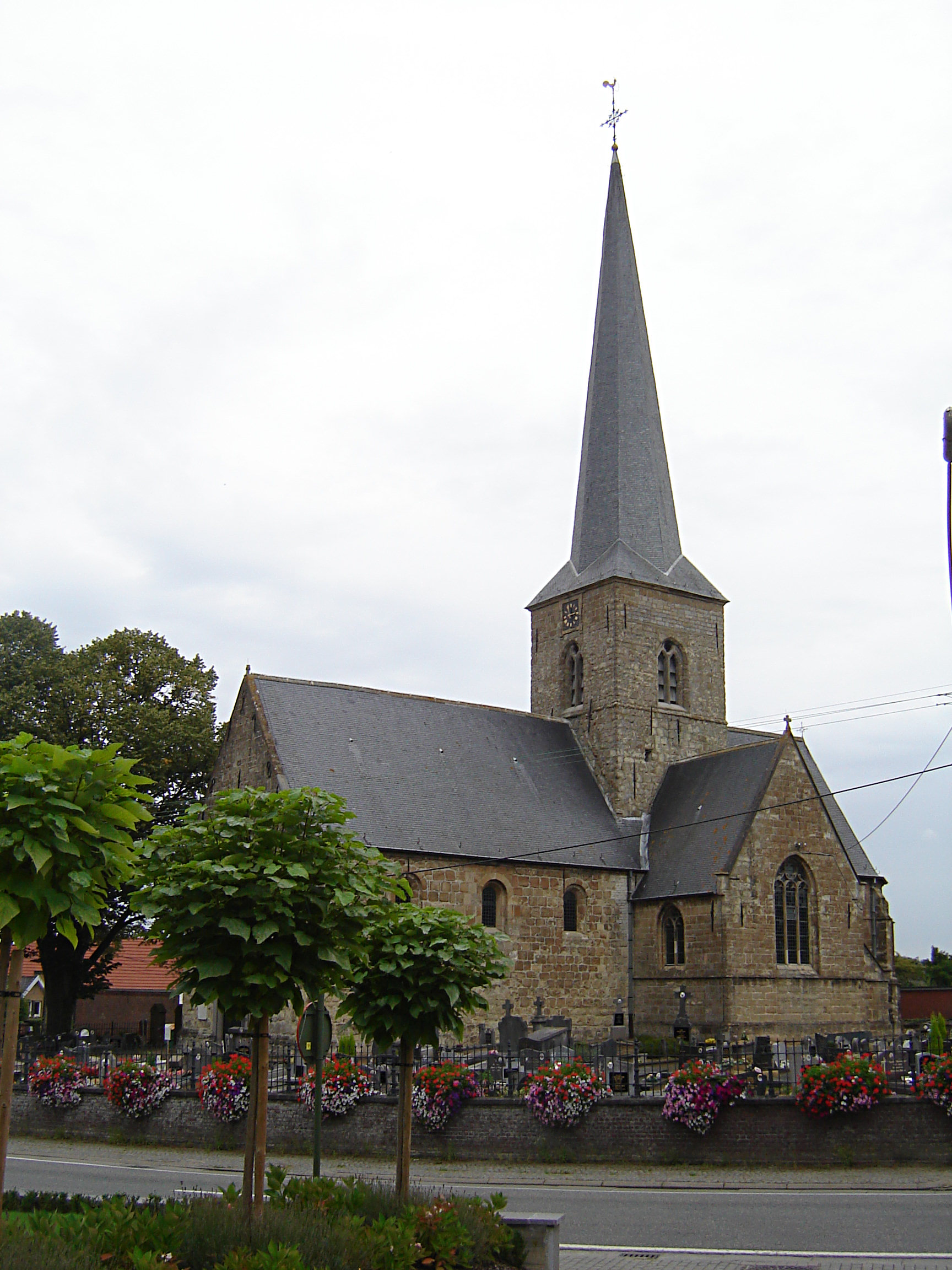
Sint-Martinuskerk in Westrem